# 12104 Чеслі
12104 Чеслі (12104 Chesley) — астероїд головного поясу, відкритий 22 травня 1998 року.
Тіссеранів параметр щодо Юпітера — 3,220.